# Richard Jefferies
John Richard Jefferies (n. 6 noiembrie 1848, Swindon, Anglia, Regatul Unit al Marii Britanii și Irlandei – d. 14 august 1887, Worthing, Anglia, Regatul Unit al Marii Britanii și Irlandei) a fost un scriitor englez de literatură despre natură, remarcat pentru reprezentările sale asupra vieții rurale engleze în eseuri, cărți de istorie naturală și romane. Copilăria sa într-o mică fermă din Wiltshire a avut o influență mare asupra lui și i-a oferit fundalul tuturor lucrărilor sale majore de ficțiune. 
Scrierile lui Jefferies includ o diversitate de genuri și subiecte, printre care Bevis (1882), o carte clasică pentru copii și After London (1885), o lucrare timpurie de science-fiction. În cea mai mare parte a vieții sale de adult, el a suferit de tuberculoză, iar luptele sale cu boala și sărăcia au influențat  scrisul său. Jefferies a apreciat și a cultivat o intensitate a sentimentului în experiența sa despre lumea din jurul său, lucru pe care îl descrie în detaliu în Povestea inimii mele (The Story of My Heart, 1883). Această lucrare, o prezentare introspectivă a gândurilor și sentimentelor sale asupra lumii, i-a câștigat reputația de natură mistică în acea vreme. Dar succesul său în transmiterea conștientizării naturii și a oamenilor din ea, atât în ficțiunea sa, cât și în colecțiile de eseuri precum The Amateur Poacher (1879) și Round About a Great Estate (1880), i-a adus cei mai mulți admiratori. Walter Besant a scris despre reacția sa la prima citire a lui Jefferies: „De ce oare, trebuie să fi fost orbi toată viața, aici au avut loc cele mai minunate lucruri posibile chiar sub nasurile noastre, dar nu le-am văzut”.